# Communauté de communes du Canton d’Albens

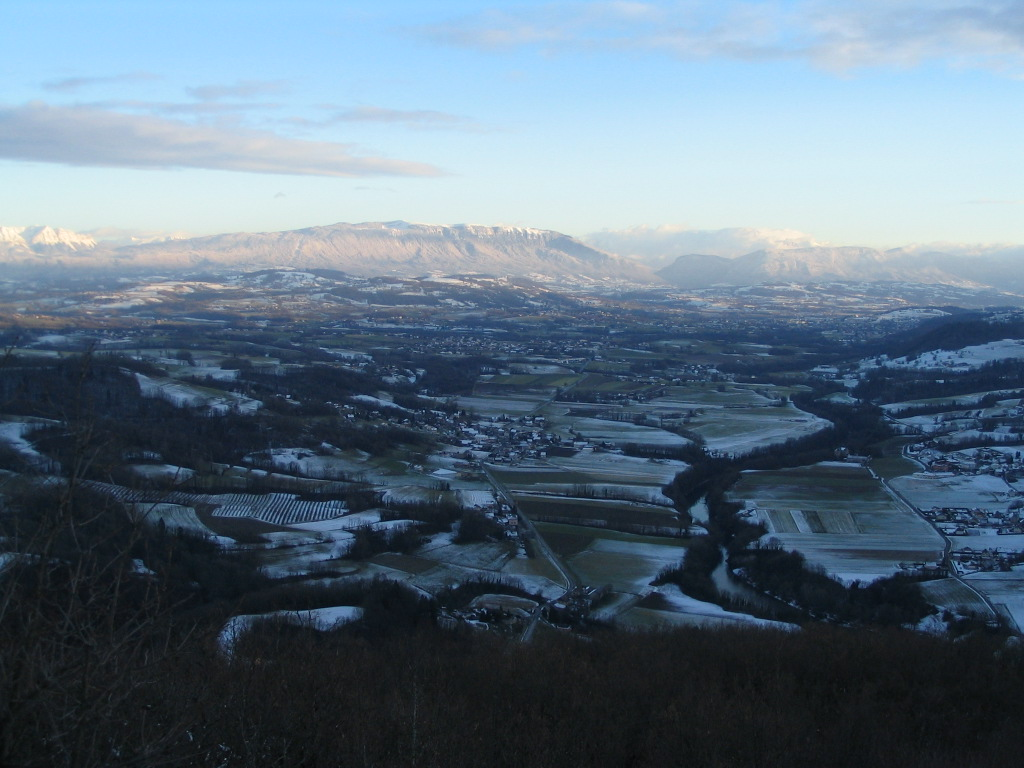
Das Albanais im Winter mit den Alpen im Hintergrund

Die Communauté de communes du Canton d’Albens ist ein ehemaliger französischer Gemeindeverband mit Rechtsform einer Communauté de communes im Département Savoie, dessen Verwaltungssitz sich in dem Ort Albens befand. Der Gemeindeverband entstand zum Jahreswechsel 1993/1994, bestand aus drei Gemeinden auf einer Fläche von 69,5 km2. Sein Zuschnitt entsprach genau dem des Kantons Kanton Albens. Dieser liegt im Norden des Département Savoie und umfasst einen Teil des Albanais, einer Hochebene zwischen den Seen Lac du Bourget und Lac d’Annecy.

## Aufgaben
Zu den vorgeschriebenen Kompetenzen gehörten die Entwicklung und Förderung wirtschaftlicher Aktivitäten und des Tourismus sowie die Raumplanung auf Basis eines Schéma de Cohérence Territoriale. Der Gemeindeverband betrieb die Abwasserentsorgung und die Müllabfuhr und -entsorgung. Zusätzlich baute und unterhielt der Verband Sport- und Kultureinrichtungen und organisierte Veranstaltungen in diesen Bereichen.

## Historische Entwicklung
Mit Wirkung vom 1. Januar 2017 fusionierte der Gemeindeverband mit der Communauté d’agglomération du Lac du Bourget und der Communauté de communes de Chautagne und bildete so die Nachfolgeorganisation Grand Lac – Communauté d’agglomération du Lac du Bourget.

## Ehemalige Mitgliedsgemeinden
Folgende drei Gemeinden gehörten der Communauté de communes du Canton d’Albens an:
| Gemeinde   | Einwohner 1. Januar 2022 | Fläche km² | Dichte Einw./km² | Code INSEE | Postleitzahl |
| ---------- | ------------------------ | ---------- | ---------------- | ---------- | ------------ |
| Entrelacs  | 6.465                    | 15,3       | 423              | 73010      | 73410        |
| La Biolle  | 2.922                    | 13,0       | 225              | 73043      | 73410        |
| Saint-Ours | 760                      | 4,6        | 165              | 73265      | 73410        |